# 7649 Bougainville
7649 Bougainville eller 1990 SV5 är en asteroid i huvudbältet som upptäcktes den 22 september 1990 av den belgiske astronomen Eric W. Elst vid La Silla-observatoriet. Den är uppkallad efter den franske upptäcktsresanden Louis Antoine de Bougainville.
Asteroiden har en diameter på ungefär 5 kilometer